# Vasaborg (adelsätt)
För byggnadstypen, se Vasaslott.
Vasaborg (även af Vasaborg, af Wasaborg) var en grevlig ätt utgrenad från den kungliga grenen av ätten Vasa.

## Historia
Kung Gustav II Adolfs utomäktenskapliga son med Margareta Slots, Gustaf Gustafsson (1616-1653), adlades 1637 med namnet Vasaborg och upphöjdes till friherre och greve med namnet af Vasaborg (af Wasaborg) 1646 (introducerad 1647 under nummer 6). Grevskapet Vasaborg inkluderade bland annat staden Nystad i Finland. Skölden visade en vase med en bastardsträng. 
Gustaf Gustafsson af Vasaborgs ena sonson, den utan tjänst levande Georg Mauritz af Vasaborg (född 1678) slöt ätten på svärdssidan 1754. Hans syster Henrietta Polyxena af Vasaborg (född 1696) avled ogift i yttersta misär på sitt gods Hundlosen i Oldenburg 1777 och slöt därmed ätten på spinnsidan. En bror till ovannämnda var sedermera generalmajoren Anton Adolf af Wasaborg (1689–1748) som deltog i Karl XII:s krig och i det ryska kriget 1741–1743 utan större framgångar.

### von Stralenheim-Wasaborg
Sofia af Vasaborg (1694-1736?) och hennes man, greve Henning von Stralenheim (1663-1731), fick svenska regeringens tillstånd att upptaga predikatet Wasaborg, och från sonen Gustaf Henning von Stralenheim härstammar riksgrevliga ätten von Stralenheim-Wasaborg i Alsace (Oberbronn) och Bayern.
Charles Andrew Maurice von Stralenheim-Wasaborg (1810-1872), var den sista greven av Stralenheim-Wasaburg och fick bara döttrar. Ätten utdog med honom.
Gustaf Henning von Stralenheims dotter Christiana Louise (1783-1857) gifte sig med Charles Adam Lewenhaupt och fick sonen Charles Auguste Lewenhaupt (1812-1897) vars ättlingar lever i Sverige